# Mitsui Kaiyō Kaihatsu
Mitsui Kaiyō Kaihatsu K.K. (jap. 三井海洋開発株式会社, ~ Kabushiki-gaisha, engl. Modec, Inc.) ist ein japanisches Unternehmen, welches Bohrplattformen (FPSO/FSOs, MOPUs, Halbtaucher) betreibt. 50 % der Anteile werden von Mitsui Engineering & Shipbuilding und 14,86 % von Mitsui Bussan gehalten.
Die ursprüngliche Mitsui Kaiyō Kaihatsu K.K. wurde 1968 gegründet. 1987 wurde die Tochtergesellschaft Modec Technical Service K.K. gegründet, die 1988 in Modec K.K. umbenannt wurde, den Geschäftsbetrieb übernahm, worauf die alte Mitsui Kaiyō Kaihatsu aufgelöst wurde. 2003 benannte sich Modec in Mitsui Kaiyō Kaihatsu um.

## Schiffe

### FPSOs
| Schiffsname                   | Nation         |
| ----------------------------- | -------------- |
| Baobab Ivoirien MV10          | Elfenbeinküste |
| Cidade de Angra dos Reis MV22 | Brasilien      |
| Cidade de Itaguaí MV26        | Brasilien      |
| Cidade de Mangaratiba MV24    | Brasilien      |
| Cidade de Niterói MV18        | Brasilien      |
| Cidade de Santos MV20         | Brasilien      |
| Cidade de Sao Paulo MV23      | Brasilien      |
| Cidade do Rio de Janeiro MV14 | Brasilien      |
| Fluminense                    | Brasilien      |
| Kwame Nkrumah MV21            | Ghana          |
| MODEC Venture 11              | Australien     |
| Pyrenees Venture              | Australien     |
| Raroa                         | Neuseeland     |
| Song Doc Pride MV19           | Vietnam        |

### FSOs
| Schiffsname          | Nation    |
| -------------------- | --------- |
| Cidade de Macae MV15 | Brasilien |
| Rang Dong MV17       | Vietnam   |
| Rong Doi MV12        | Vietnam   |